# Geldkarte

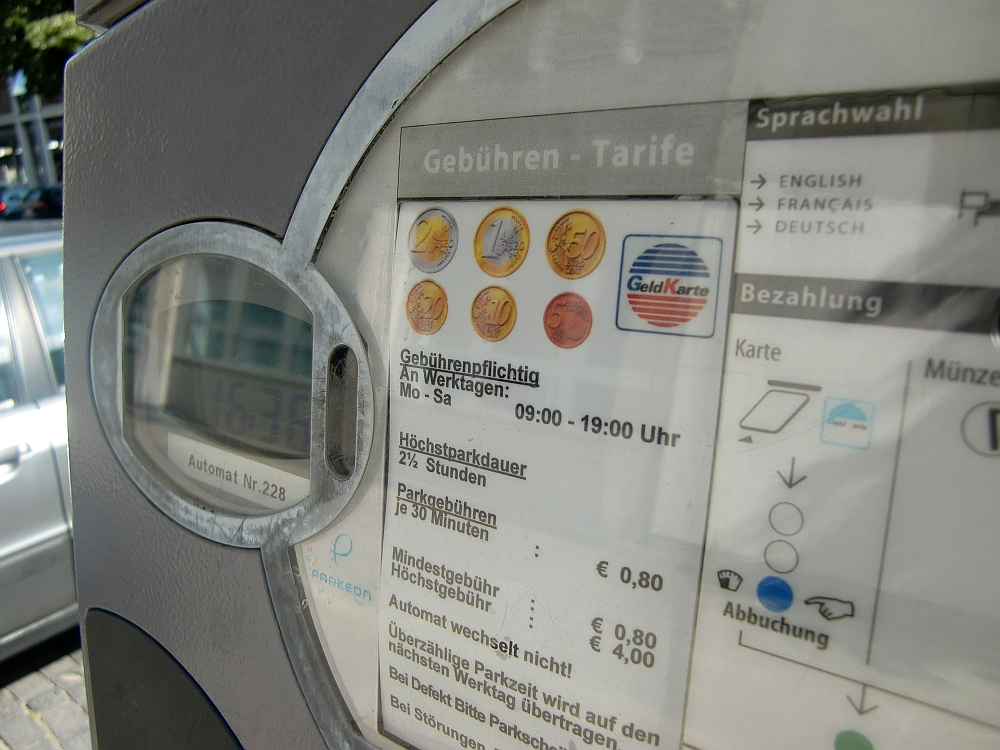
Парковочный автомат, принимающий смарт-карты с чипом GeldKarte

GeldKarte — немецкая национальная платёжная система для малых сумм на основе контактных смарт-карт, построенная на принципе «электронного кошелька», когда в распоряжении владельца карты находится только та сумма, которая была предварительно занесена на чип (путём пополнения через банкоматы, терминалы и интернет).
Система внедрена с 1996 года и используется прежде всего для оплаты в парковочных и билетных автоматах, а также при верификации возраста при покупке сигарет в автоматах. При платеже не требуется ввода PIN-кода, а сам терминал работает в автономном режиме (все транзакции заносятся на чип продавца, установленный на считывателе карт) .
Отличается небольшой стоимостью обслуживания (продавец платит 0,3 % от дневной выручки, минимум 1 цент за транзакцию), гарантией получения платежа со стороны банка и широким распространением системы (чип установлен на 80 % всех банковских карт страны, хотя активировано только 15 % всех чипов). В 2010 году было совершено 45 млн платежей на общую сумму 129 млн евро со средней суммой платежа 3,02 евро; в целом в стране установлено 600 тыс. терминалов, принимающих карту. Во многих транспортных предприятиях при оплате бумажного билета в автомате картой системы предоставляется скидка.
Существует два вида карт:
- чип, связанный с текущим счётом, интегрированный в платёжную карту и пополняемый через банкомат;
- карта, независимая от счёта, продаваемая любому желающему (WhiteCard) и пополняемая через кассу банка и терминалы с двумя картоприёмниками.

Чип карты (ISO 7816) доступен для использования в таких приложениях как:
- верификация минимального возраста (обязателен для автоматов по продаже сигарет; верификация возможна только для клиентских банковских карт);
- платёжное средство в интернете (предусматривает наличие считывающего устройства);
- онлайн-банкинг (HBCI);
- квалифицированная цифровая подпись для использования в программе электронного правительства;
- безбумажный электронный билет в общественном транспорте (бременское транспортное предприятие BSAG), на мероприятиях и для парковки автомобиля;
- интеграция в пропуск для контроля рабочего времени, с возможностью проведения платежей в школах, университетах и на предприятиях;
- начисление бонусов в рамках программы лояльности.

Чип использует симметричный алгоритм шифрования DES в режиме Cipher Block Chaining Mode или Cipher Feedback Mode. Для обеспечения имитозащиты в протоколах аутентификации используется имитовставка. Для каждой карты банком-эмитентом ведётся «теневой» балансовый счёт, который позволяет выявить случаи злоупотребления картой, однако в случае утраты карты сумма на ней не возвращается.
На базе системы развиваются приложения с применением бесконтактных карт.